# Psilopteryx turcicus
Psilopteryx turcicus là một loài Trichoptera trong họ Limnephilidae. Chúng phân bố ở miền Cổ bắc.